# 현대 화학
18세기에 발달한 기체 화학으로부터 정량적인 실험이 탄생하면서 근대 화학은 자리를 잡았다. 그리고 정량적인 실험의 결과들로부터 여러 가지 화학의 근본 법칙들이 형성되면서 화학이 급격하게 발전하였다. 그러나 이러한 화학의 발달은 20세기에 이르러 물리학과 접목되면서 새로운 국면을 맞이하게 된다. 즉, 현대 화학이 탄생하게 된 것이다. 또한, 현대의 화학은 생물학과 만나면서 생명 현상을 화학적으로 해석하는데 성공하게 되었다. 이로부터 화학의 연구 분야들은 보다 폭넓게 발달게 되고, 오늘날에는 화학뿐만 아니라 물리학, 생물학, 수학과 같은 다른 학문 분야에 대한 이해가 중요하게 되었다. 이

## 입자의 발견
톰슨에 의해 전자가, 러더퍼드에 의해 원자핵이 발견되면서 멘델레예프가 발견한 원자량의 규칙성에 대한 비밀이 벗겨지게 되었다. 그 후 짧은 기간 동안 30여 개의 새로운 원소 발견되었는데, 이들 중에는 화학적 성질은 거의 동일하고 원자량만 다른 원소들도 있었다. 이 많은 원소들을 주기율표에 첨가하는 것에 대해 과학자들이 고민하고 있을 때, 1913년 프레더릭 소디에 의해 동위 원소의 개념이 도입되었다. 즉, 원자량만 다른 원소들을 동위 원소로 묶은 것이다.
1919년 영국의 과학자 애스턴(Francis William Aston)이 질량 분석기를 이용하여 원소의 질량 스펙트럼을 연구한 결과, 대다수의 원소들은 동위 원소가 존재함이 밝혀졌다. 그리고 1932년에 채드윅에 중성자가 발견됨으로써 동위 원소의 원자량이 차이가 나는 이유를 알 수 있게 되었다. 이로써 많은 원소의 원자량이 정수가 아닌 소수인 이유도 밝혀지게 되었다.
1934년 미국의 화학자 유리(Harold Clayton Urey)에 의해 중성자 한 개와 양성자 한 개가 결합한 원소가 발견되었고, 뒤이어 중성자 두 개와 양성자 한 개가 결합한 원소가 발견되었다. 유리는 이를 중수소와 삼중수소라고 명명하였다. 이에 따라 돌턴이나 아보가드로 시대의 원소 개념은 폐기되었다. 즉, 원소는 양성자의 수가 같은 입자나 입자들로 이루어진 물질이다. 이러한 정의에 따르면 수소 원자, 중수소 원자, 삼중수소 원자, 수소 이온, 그리고 수소 분자는 모두 다른 입자이지만 같은 원소로 이루어졌다.
1898년에 퀴리 부부에 의해 폴로늄 원소가 자연적으로 방사선을 내고 납으로 바뀌는 현상을 발견하고, 1903년에 러더퍼드와 소디에 의해 인공적으로 질소를 산소로 바꾸는 일이 성공함으로써 오랫동안 연금술사들이 꿈꾸어 오던 원소의 변환이 이루어지게 되었다.

## 양자적인 물질관의 등장
플랑크의 양자 가설과 아인슈타인의 광자 가설 등으로 성립된 양자의 개념은 원자의 구조에 대한 이해에 도입되면서, 원자에 대한 새로운 이해가 가능해졌다. 물질의 입자성과 파동성에 대한 개념과 함께 과학자들이 받아들여야만 하였던 또 다른 개념은 확률적인 물질관이었다. 19세기까지 과학자들은 입자 개개의 성지로가 변화를 알 수 있다고 믿었다.
확률의 개념은 고전 역학을 포기한 과학자들이 받아들인 물질 이해의 새로운 방법이었다. 미시 세계의 입자들은 그 수가 상상을 초월할 만큼 많기 때문에 개개 입자를 관찰하는 것은 불가능하다. 그 대신 과학자들은 전체 집단의 움직임을 통계적인 방법인 확률로 표현하게 되었다.
이러한 확률적인 물질관의 예로 방사능 붕괴 현상을 들 수 있다. 1g의 라듐은 1600년이 지나면 반으로 붕괴한다. 이로부터 30분 후에 대략 몇 개의 라듐 원자가 붕괴할 지 예측할 수 있다. 그러나 구체적으로 어느 원자가 붕괴할 지는 알 수 없다. 한 원자의 붕괴 운명은 시간에 의존하지 않는다. 어떤 원자는 매우 오랫동안 붕괴하지 않을 것이고, 어떤 원자는 다른 원자보다 상대적으로 빨리 붕괴하게 된다. 그러나 그 원인은 알 수 없다. 오직 통계적 법칙에 의해 원자들이 모여 있는 집단 안에서 일어나는 규칙만을 이해할 수 있을 뿐이다.
원소 스펙트럼 속에서도 이러한 확률의 개념을 찾아볼 수 있다. 스펙트럼의 선을 자세히 관찰하면, 어떤 선은 매우 뚜렷한데 반해 어떤 선은 희미하다.

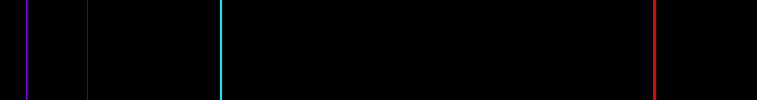
수소의 방출 스펙트럼

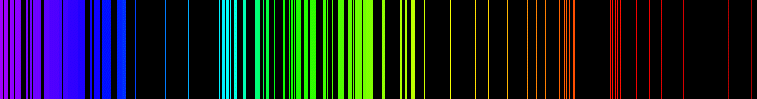
철의 방출 스펙트럼

뚜렷한 선은 이 특정한 파장에 속하는 에너지가 비교적 많이 방출된다는 것을 의미하고, 희미한 선은 이 파장의 에너지가 적게 방출되었다는 것을 의미한다. 이는 통계적인 정보를 의미하는 것이다. 따라서 개별적으로 전자가 어떠한 에너지 준위로 이동하는지는 알 수 없다.
그럼에도 불구하고 원소의 선 스펙트럼이 항상 일정하게 나타나는 이유는 이러한 현상은 개별 전자와 관련된 것이 아니라 큰 수의 전자 집단과 관련 있기 때문이다. 마치 주사위를 던질 때 한 두번 던 질 때 나오는 숫자는 확률적인 값과 크게 다를 수 있으나, 던지는 횟수가 기하 급수적으로 증가하면 확률과 유사한 값을 가지게 되는 것과 같다.

### 분자 정의에 대한 변화
아보가드로가 분자의 개념을 최초로 정의한 후 과학이 발달하면서 이 정의도 변화하게 되었다. 처음에 아보가드로는 기체의 반응에서 나타나는 규칙성을 해결하기 위해 기체에 분자의 개념을 도입하였으나, 유기화학이 발달하면서 이 정의는 모든 물질에 확산되어 적용되었다. 즉, 기체뿐만 아니라 다른 모든 물질도 역시 분자로 이루어져 있다는 생각이 형성된 것이다. 그러나 20세기 초반, 물질의 결합에 대한 이론이 도출되면서 물질의 결합을 공유 결합, 이온 결합, 금속 결합 등으로 구분하게 되었다.
이후 분자의 정의는 공유 결합을 한 물질에만 국한하여 적용하게 되었다. 왜냐하면, 이온 결합이나 금속 결합은 일정한 수가 결합하는 것이 아니어서 기본 단위에 대한 개념을 가질 수 없었기 때문이다. 이 때문에 소금과 같은 이온 결합 물질에는 분자식을 쓰지 않고 실험식으로 간단히 조성비(NaCl)만을 표현하며, 철과 같은 금속 결합 물질은 원소 기호(Fe)로 표현한다. 다이아몬드와 같은 물질은 비록 공유 결합을 하지만, 몇 개의 원자가 결합하는지 알 수 없기 때문에 C로 표현하며, 이 역시 분자에 속하지 아니한다.

## 새로운 화학의 등장

### 생물학과 화학의 결합
물질과 그 변화에 대한 관점이 변화하면서 과거에는 이해하지 못했던 많은 영역을 화학을 통해 설명할 수 있게 되었다. 그 중 하나의 현상이 생명에 대한 새로운 접근과 이해이다. 과거에는 생명 현상이 무생물인 물질을 다루는 화학의 입장과 매우 다른 시각에서 이해되었다. 그러나 오늘날에는 태초에 지구의 탄생 이후, 무생물인 물질로부터 생명이 탄생하였다고 과학자들은 보편적으로 생각한다.
이러한 기조에 따라 현대에 들어 생물학자만이 아니라 물리학자와 화학자들도 생명 현상에 대해 탐구하게 되었다. 물리학과 화학적 지식은 생명 현상의 이해에 필수적 요소가 된 것이다. 생명에 대한 본질을 찾기 위한 탐구는 양자역학의 획기적 발전을 이끌어 낸 슈뢰딩거도 가졌던 것으로 알려져 있다.
19세기까지 과학자들은 바위와 같은 무생명체로부터 나오는 물질인 무기물과 생명체로부터 나오는 물질인 유기물을 구분해왔다. 과학자들은 유기물이 무기물로 변환될 수는 있어도 무기물이 유기물로는 변환될 수 없다고 믿어왔다.
예를 들어, 유기물인 나무는 타서 무기물인 이산화탄소나 수증기가 될 수 있으나, 무기물인 이산화탄소나 수증기가 변하여 단백질이나 탄수화물과 같은 물질을 형성할 수 없다고 여겼다. 이러한 관습이 오늘날까지 남아서 유기 화학과 무기 화학과 같은 용어가 사용되지만, 현대 화학자들은 과거와 같은 의미로 유기물과 무기물을 구분하고 있지는 아니하다.
1828년에 독일의 화학자 뵐러는 무기물인 시안산암모늄으로부터 유기물인 요소를 합성하였고, 프랑스의 화학자 베르틀로(Piere Berthelot)는 글리세린과 지방산 합성에 성공하여 유기물은 반드시 생명체만이 만들 수 있다는 생각을 일소하는데 획기적 계기를 마련하였다. 이후 케쿨레는 유기 화학이란 '탄소 화합물'을 취급하는 분야를 지칭하는 용어로 확정하자고 정식 제안하였고, 이에 따라 생명체의 생성물을 취급하는 화학은 '생화학'이라는 말로 대신하게 되었다.

### 생명 현상에 대한 화학적 이해

#### 자기 복제 물질의 합성
자기 복제(Autoreproduction)는 유전정보를 전달한다는 의미에서 생명체에게는 매우 중요한 성질이다. 유전정보를 전달하는 과정에서 세포가 분열할 때 DNA의 이중 나선이 풀리고, 각 나선의 뉴클레오타이드의 염기에 상보적인 다른 뉴클레오타이드의 염기가 수소 결합을 하게 되면서 이루어진다.

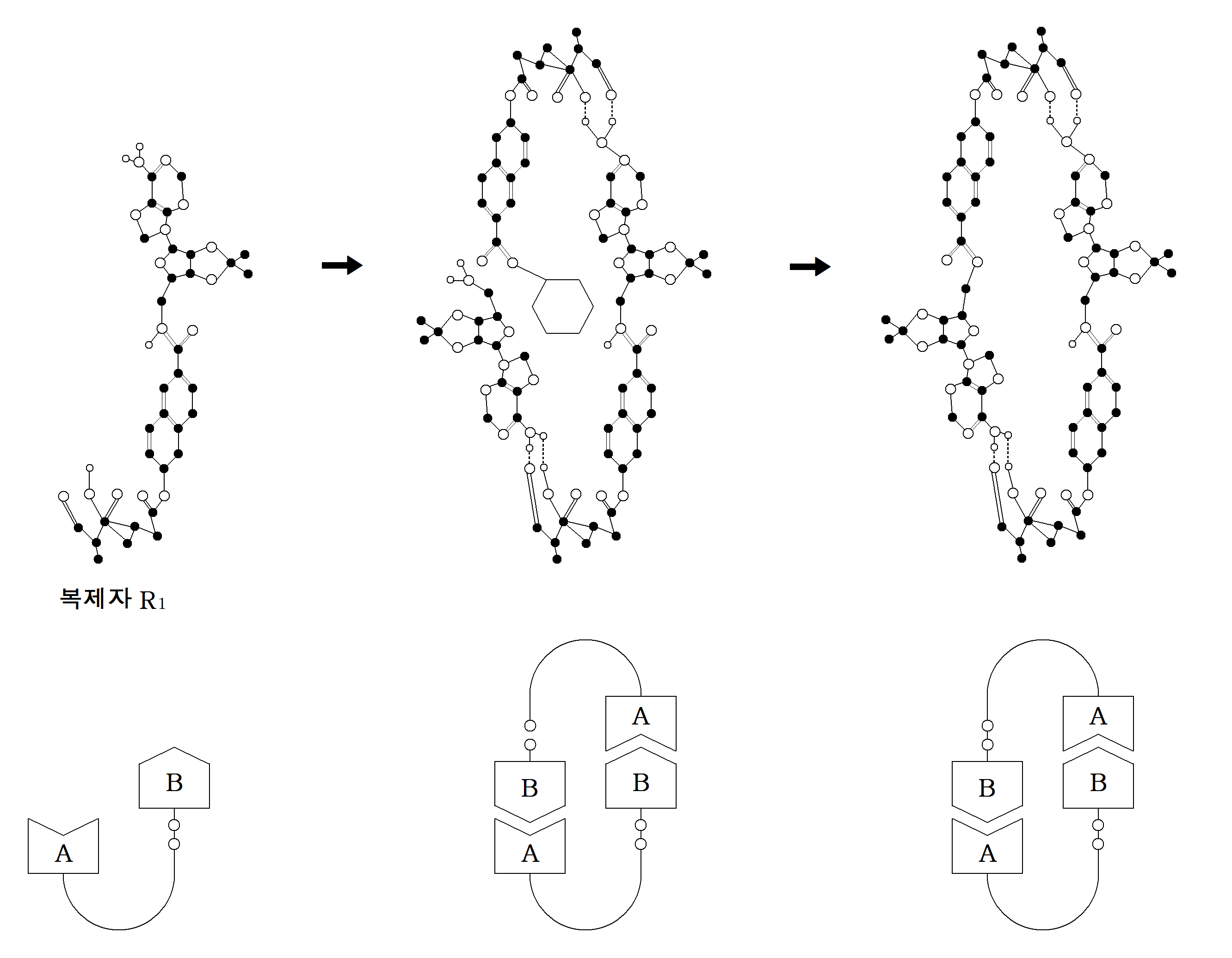
자기 복제 물질의 합성 과정 사옵적 주형에 의해 두 입자가 주형과 같은 하나의 입자로 결합한다.

이러한 상보적인 주형은 생명체보다 덜 복잡한 화학 물질에서도 관찰되었다. 1989년 미국의 화학자 레벡(Rebek)은 스스로 복제가 가능한 분자의 존재를 발표하였다. 이 분자는 수소 결합을 통해 결합하는 두 조각의 A와 B로 이루어져 있다. 이 분자에는 상보적인 두 끝이 있어서 각각 새 조각과 결합할 수 있다. A 끝은 B 조각과 결합하고, B 끝은 A 조각과 결합한다. 이렇게 하여 원 복제자의 주형에서 새 복제자가 조립된다.
다른 종류의 복제자 종을 합성한 후에 두 종류의 복제자가 교배하여 새로운 잡종을 만든다는 사실도 밝혀졌다. 경우에 따라서 생성되는 잡종은 성질이 매우 다르기도 하였다. 마치 말과 나귀의 잡종인 노새가 생식기능이 없는 것처럼 잡종 중 하나는 그 형태 때문에 복제 능력을 상실하는 경우도 있다. 그러나 어떤 잡종은 순종보다도 더 복제 능력이 뛰어났다. 이는 생물학적 진화를 화학적으로 설명하는 성공적인 시도로 여겨지고 있다.

#### 분자 복제의 응용
레벡(Rebek)은 복제자에 자외선을 쪼여 돌연변이를 유발하고, 이 돌연변이가 복제에서 더 우월하다면 적자생존의 원리에 의해 돌연변이가 생존할 수 있음을 증명하였다.
분자 복제는 약으로 사용할 수 있는 생물학적 분자의 새로운 변종을 만드는 데 이용된다. 과학자들은 DNA나 RNA 등으로 이루어진 분자에 수억, 수조 개의 변종을 만들고 약을 만드는 데 필요한 일에 이 분자들을 경쟁시킨다. 이러한 화학적 진화를 통해 약의 효과를 미세하게 조정할 수 있게 된다. 이러한 생물 공학적 방법으로 생물분자의 복사본을 만들고 약으로 가장 잘 적용되는 돌연변이만을 분리하여 새로운 돌연변이체를 만드는 출발물질로 이용한다. 이러한 방법을 반복하여 이용하면 약효를 증가시킬 수 있다.
과학자들은 지구에 원시 생명이 탄생하기 전에 원시적인 자기 복제 분자가 먼저 형성되었을 것이라고 본다. 생명은 이러한 분자들 사이의 적자생존을 통해 미세하게 조절되는 과정에서 탄생하였을 것이다.

#### 세포막과 유사한 미셀의 합성

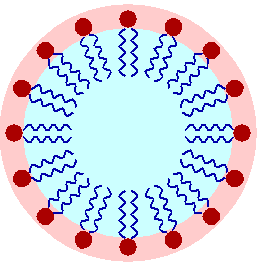
미셀

분자의 한쪽은 기름과 같은 물질과 인력을 느끼고 다른 한 쪽은 물과 인력을 느끼는 분자를 계면활성제라고 하는데, 비누가 대표적인 계면활성제이다. 계면활성제는 이러한 특성 때문에 섞이지 않는 두 물질을 섞이게 할 수 있다. 계면활성제에서 기름과 인력을 느끼는 부분을 소수기라고 부르고, 물과 인력을 느끼는 부분을 친수기라고 부른다.
계면활성제들이 물 속에 많으면 소수기는 물을 피하기 위해 내부로 모이고 친수기를 물 쪽 방향으로 배치하여 미셀을 형성한다. 계면활성제의 양이 많아지면 원통형 미셀도 형성된다.
그러나 유성 용매 안에서는 오히려 미셀의 친수기가 안으로 들어가고 소수기가 밖으로 배치되는 형태가 된다. 이를 뒤집힌 미셀이라고 부른다.
미셀을 이용하면 DNA와는 다른 형태의 자기 복제(Autoreproduction) 화학 시스템을 구성할 수 있다는 사실이 발견되었다. 즉, 미셀이 주형이 되어 자기 복제를 하는 것이다.
미셀과 세포막은 서로 유사한 점이 있기 때문에 지구에 최초로 태어난 원시 생명체는 자기 복제를 하는 미셀이었다고 주장하는 학자들도 있다.
생명 현상을 유지하기 위하여 필요한 구성요소 중 하나가 세포막이다. 왜냐하면 막에 의해 유전 정보가 보호될 수 있어야 유전 정보가 후대에게 안전하게 전달될 수 있기 때문이다. 그런 점에서 물질의 합성과 반응 과정은 생명의 이해에 대한 새로운 접근법이라고 할 수 있다.
‘양쪽성(Amphoterism) 이중층 미셀’로 구성된 막소포의 놀라운 특성 중 하나는 융합되거나 나뉠 수 있다는 것이다. 막소포 두 개가 서로 닿으면 닿은 곳에서 막이 합쳐져 더 큰 막소포 하나를 형성한다. 거꾸로 막소포에서 원생동물의 자기분열 과정과 유사한 과정도 이루어진다. 이 과정은 세포 생물학에서는 매우 중요한데, 그 이유는 세포 바깥의 물질을 세포 안으로 받아들이거나 세포 내부의 물질을 바깥으로 내보낼 수 있기 때문이다.
과학자들은 약이나 다른 물질을 담은 인공 인지질 막소포가 세포 내로 약을 넣을 수 있다는 사실을 이용하게 되었다. 이러한 인지질 막소포를 리포솜이라고 한다. 약을 전달하는 데 쓰이는 리포솜은 몸 바깥에서 형성되며, 약이 리포솜 속으로 들어가도록 전달할 약이 들어 있는 용약에서 리포솜을 합성한다. 이러한 약이 들어 있는 리포솜을 몸에 주사하면 리포솜이 목표 세포를 찾아 약을 전달할 때까지 약은 몸에서 아무런 생리 작용을 일으키지 않는다. 따라서 매우 효율적인 치료가 가능해졌다.
이러한 치료법은 매우 유용하기 때문에 이미 질병 치료에서 여러 성과를 내고 있다. 악성 종양이나 백혈병 치료에 사용되는 독소루비신(doxorubicin)을 리포솜을 통해 전달하면, 심각한 부작용을 많이 줄일 수 있다. 또, 항암제 안타이사클린을 리포솜을 이용하여 투여하면 선택적으로 암세포를 공격하여 효과를 열배가량 높일 수 있다.
만약, 어떤 질병의 발병 원인이 유전자의 결합이라면, 유전자를 바꾸기 위해 세포에 DNA나 RNA의 조각을 전달해야 한다. 유전자 치료라고 부르는 이 방법은 여러 가지 질병에 효과를 발휘할 수 있을 것으로 여겨진다. 그러나 리포솜을 이용한 약 전달 방법에는 아직 해결해야 할 문제가 몇가지 있다. 우리 몸의 면역 체계는 아무리 세포와 닮은 리포솜이라고 하여도 이물질로 인식하여 항체에 의해 파괴될 수 있기 때문이다. 따라서 이 부분에 대한 연구도 계속 진행되고 있다.

### 신소재 화학

#### 전기가 통하는 플라스틱
과거에는 자유 전자가 존재하는 금속과 이온들이 자유롭게 이동할 수 있는 전해질 용액만이 전기를 통하게 한다고 여겼다. 전류란 전하를 띤 입자의 이동이라고 생각했기 때문이다. 그러나 오늘날 전기가 통하는 플라스틱이 발견되었다.
미국의 히거(Alan Jay Heeger)와 멕더미드, 일본의 히데키는 전도성 플라스틱의 개발로 2000년에 노벨 화학상을 수상하였다. 보통의 플라스틱의 고분자들은 공유 결합을 하고 있으며 전하를 띤 입자로 구성되어 있지 않다. 그런데 전도성 플라스틱은 각 원자의 전자가 중첩되게 조성되어 있다. 이렇게 전자가 중첩되면, 전자의 위치 에너지가 중첩되어 여러 에너지 준위들이 겹쳐지게 된다. 매우 많은 원자들이 모이면, 전자의 띠가 구성되고, 이에 따라 전자가 쉽게 한 에너지 준위에서 다른 에너지 준위로 이동할 수 있게 된다. 이 때문에 에너지 준위 사이를 자유롭게 이동하는 자유 전자가 발생한다.

#### 풀러렌

풀러렌의 입체 구조

탄소만 60개나 70개가 모여 분자를 이룰 수 있을까? 질량 스펙트럼의 분석을 통해 이러한 물질의 존재가 알려졌을 때 화학자들은 그 구조가 과연 어떠할 것인가 고민하였다. 영국의 서섹스대학교의 크로토(Kroto Herald) 교수는 1967년, 몬트리올 엑스포에서 미국의 건축가 버크민스터 풀러가 설계한 미국관의 모습을 보고, 그 분자의 구조를 구상하였다.
크로토는 이 신소재 물질이 오각형과 육각형을 연결한 축구공 모양이라는 것을 알아냈다. 이 물질을 버크민스터 풀러렌이라고 하는데, 그 모양을 따서 벅키볼이라고 부른다. 이 물질은 리튬, 나트륨, 칼륨, 루비듐, 세슘과 같은 알칼리 금속과 반응하여 금속을 공 안에 가둠으로써 여러 가지 새로운 성질을 띠기 때문에 현대 화학의 중요한 연구 주제 중의 하나이다.

#### 금속의 초전도성
금속의 저항은 0K에 가까워질수록 작아진다. 0K에서 원자들은 꼼짝도 할 수 없으므로 전자는 아무런 방해를 받지 않고 움직일 수 있다. 그런데 덴마크 물리학자인 헤이커 카메를링 오너스는 수은이 0K에 이르기 전인 4.2K 부근에서 전기 저항이 사라진다는 사실을 발견하였다. 주석은 3.7K에서, 납은 7.2K에서 초전도체가 되었다. 둘 이상의 원소가 섞인 합금은 더 높은 온도에서 초전도체가 되었다. 바나듐규소 합금은 18K에서, 나이오븀게르마늄 합급은 23.2K에서 초전도체가 된다.
오랫동안 높은 온도에서 초전도체가 되는 물질이 발견되지 못하다가 1986년 스위스 IBM 연구소에서 일하던 조그 베드노르즈(Johannes Georg Bednorz)와 카를 알렉산더 뮐러가 35K에서 초전도체가 되는 물질을 발견하였다. 이 물질은 금속 합금이 아니고 란탄, 바륨, 구리 금속의 산화물이었다. 이런 물질을 보통 세라믹이라고 한다. 그들은 이 발견으로 1987년 노벨 물리학상을 수상했다. 그들이 노벨상을 받기 직전인 1987년 텍사스 휴스턴대학교의 우(M. K. Wu)와 그의 조교가 이트륨, 바륨, 구리 산화물이 93K에서 초전도체가 된다는 사실을 발표하였다.
초전도체를 만드는 온도가 높아질수록 경제적인 효과는 높아진다. 예를 들어, 액체 헬륨(끓는 점이 4.2K)으로 냉각해야 초전도체가 되는 물질보다는 훨씬 가격이 싼 액체 질소(끓는 점이 77K)로 냉각해도 초전도체를 만들 수 있다면 엄청난 이득이 생길 수 있기 때문이다.

## 같이 보기
- 과학사
- 현대 과학
- 현대 물리학